# Erben der Schöpfung
Erben der Schöpfung — дарк-готик-метал/EBM группа из Лихтенштейна, основанная в 1998/99 годах Оливером Фальком.

## История
В 1998—1999 годах музыкант из Лихтенштейна Оливер Фальк начал думать о другом проекте под названием Erben der Schöpfung параллельно своей основной группе WeltenBrand. Он предлагал присоединиться к проекту вокалисту L’Âme Immortelle Томасу Райнеру, однако тот отказался, сославшись на нехватку свободного времени. Это заставило Фалька начать самостоятельно работать над композициями для будущего альбома Twilight.
В поисках вокалистки для своей группы Фальк познакомился с Сабиной Дюнзер, присоединившейся к музыканту. К коллективу из двух человек добавился Пит Стрейт, игравший на электрогитаре в одной из электронных композиций Фалька. Сочетание электронных сэмплов, голоса Сабины и электрогитары Стрейта родило уникальное музыкальное сочетание, благодаря которому Пит стал полноценным участником группы.
В 2001 году на лейбле Falks M.O.S. Records ltd. группа выпустила сингл «Elis» и первый альбом Twilight. В песне «Elis» содержатся строки стихотворения Георга Тракля.
После отличных живых выступлений, таких как Wave-Gotik-Treffen в немецком Лейпциге, к группе присоединились Том Саксер, Юрген Брогер и Фраки Коллер, а Александр Крулль из Atrocity и Leaves’ Eyes взял на себя руководство.
Недопонимания и даже драки между Фальком и остальными участниками раскололи группу. Фальк сохранил за собой название Erben der Schöpfung, но остальные участники покинули проект, создав группу Elis в честь первого сингла с альбома Twilight.
После раскола и роспуска M.O.S. Records ltd., Оливер Фальк подписал контракт с австрийским лейблом Napalm Records и вместе с гитаристом Рино Ветчем начал реформировать Erben der Schöpfung.
В 2005 году состав расширила певица Дина Фальк из WeltenBrand, началась работа над новым альбомом. В августе 2007 года группа отправилась в студию для записи своей новой работы. Дата выпуска новой работы была назначена на конец 2007 или начало 2008 года, но с тех пор релиз неоднократно переносился, так как первоначальная идея EP была изменена на полноформатный альбом (из-за количества сочинённых песен). Студийный альбом Narben der Zeit вышел в середине 2009 года.
8 марта 2008 года на официальном сайте группа объявила, что к ним присоединились Йенс Вагнер и Фло Ридерер в качестве басиста и гитариста соответственно. 27 ноября 2009 года вышло лимитированное издание Narben der Zeit.

## Дискография

### Демо
- 2007: Demo 2007

### Синглы
- 2001: «Elis[англ.]»

### Альбомы
- 2001: Twilight[англ.] (M.O.S. Records; 2003, Re-Release, Napalm Records)
- 2009: Narben der Zeit[англ.]

#### Видеоклипы
- 2009: Jane Churm